# پریاگراج
پْرَیَاگْرَاجْ (هندی: प्रयागराज، اردو: پریاگ راج، انگلیسی: Prayagraj; تلفظ در هندی: [pɾəjaːɡɾaːdʒ])، قبلا به عنوان شناخته شده بود الَه‌آباد (هندی: इलाहाबाद، اردو: الٰہ آباد، انگلیسی: Allahabad) شهری است در ایالت اوتار پرادش در شمال کشور هند.
این شهر با جمعیتی بالغ بر یک میلیون نفر در محل تلاقی دو رودخانه گنگ و جمنا واقع شده‌است.
تاکنون هفت نفر از چهارده نخست‌وزیر هندوستان از این شهر بوده‌اند. کسانی مانند جواهر لعل نهرو، ایندیرا گاندی راجیو گاندی و دیگران.

## پی‌نوشت
1. ↑    - مشارکت‌کنندگان ویکی‌پدیا. «Prayagraj». در دانشنامهٔ ویکی‌پدیای انگلیسی، بازبینی‌شده در ۱۸ سپتامبر ۲۰۰۸.